# Dhany Sartika
Dhany Sartika (* um 1955) ist ein indonesischer Badmintonspieler. 

## Karriere
Dhany Sartika gewann bei den Südostasienspielen  1977 Silber im Herreneinzel. 1979 siegte er bei den India Open. 1980 und 1981 war er bei den New Zealand Open erfolgreich. Zu Rang zwei reichte es bei den India Open 1979 und den Chinese Taipei Open 1982. Bei den All England 1981 belegte er Rang fünf im Einzel.